# جنگ نخست کردها و عراق
جنگ نخست کردها و عراق (انگلیسی: First Iraqi–Kurdish War) هم‌چنین شناخته‌شده با نام‌های شورش بارزانی یا شورش ایلول، جنگی بود که در ۱۱ سپتامبر ۱۹۶۱ در میان کردهای عراق به رهبری مصطفی بارزانی با حکومت وقت عراق به رهبری عبدالکریم قاسم بود که تا سال ۱۹۷۰ و ایجاد توافق بین صدام و مصطفی بارزانی بر سر دادن خودمختاری به کردها و ثبت آن در قانون اساسی عراق، به طول انجامید.